# Кнехт Рупрехт

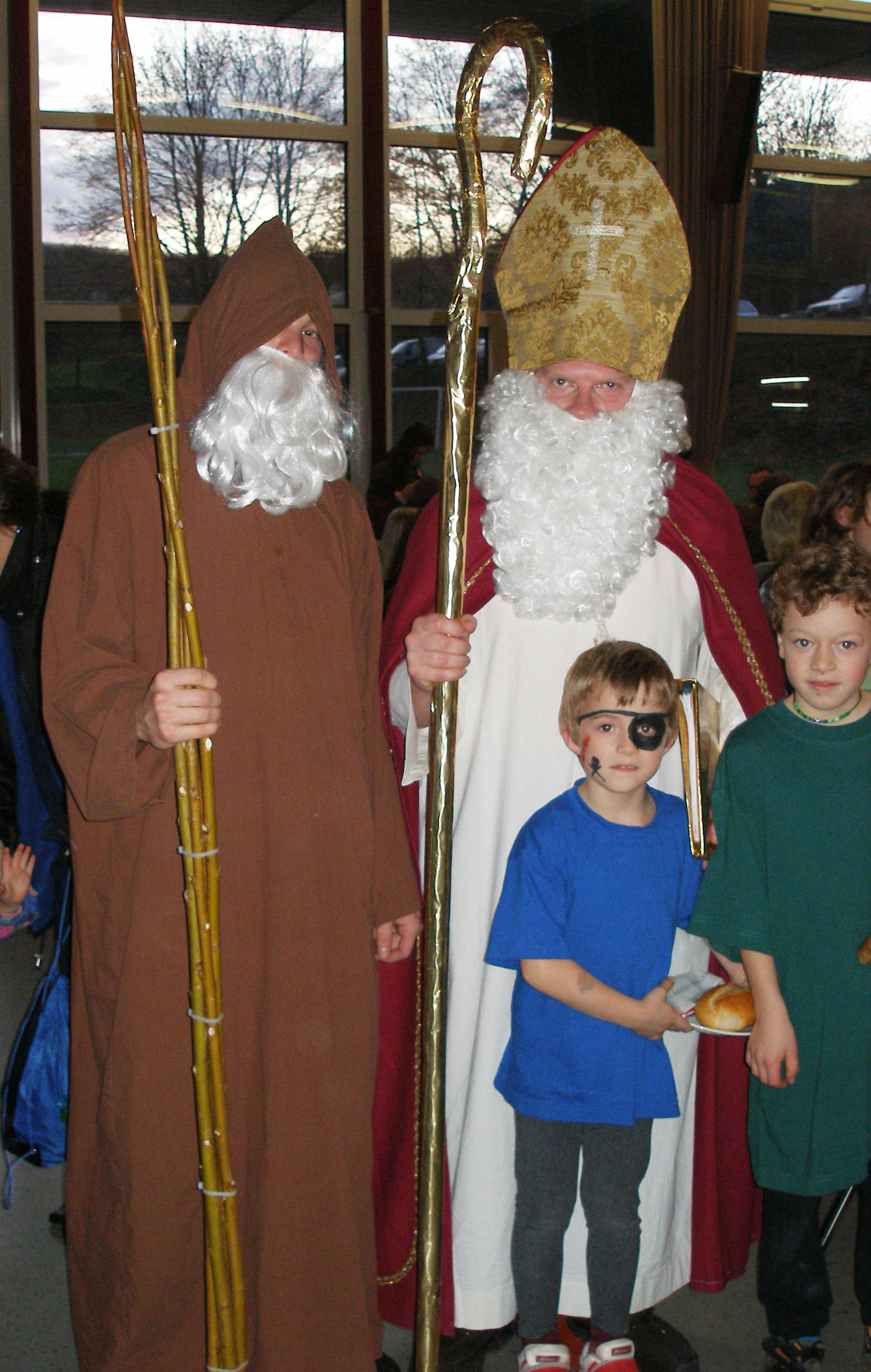
Кнехт Рупрехт (слева) и Святой Николай.

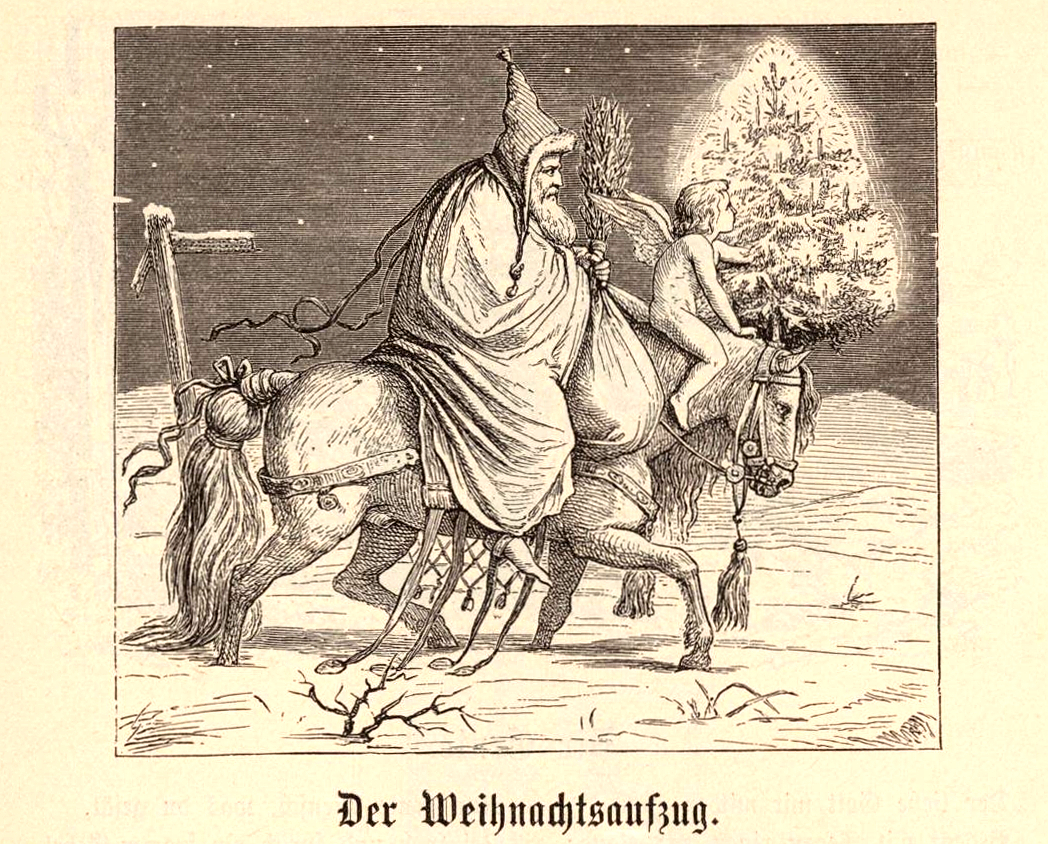
Кнехт Рупрехт и Младенец Иисус. Рисунок XIX века

Кнехт Рупрехт (Рыцарь Руперт, Слуга Руперт) — спутник святого Николая в немецком фольклоре. Он впервые появляется в письменных источниках в XVII веке — как фигура во время рождественского шествия в Нюрнберге.

## Народные традиции
Традиция утверждает, что он приходит к домам на День святого Николая (6 декабря) и выглядит как человек с длинной бородой, одетый в мех или покрытый соломой. Кнехт Рупрехт иногда носит с собой длинный посох и мешок с пеплом, а на его одежде есть колокольчики. Иногда он едет на белом коне, а иногда его сопровождают феи или мужчины с зачернёнными лицами, одетые в костюмы старух.
Согласно традиции, Кнехт Рупрехт спрашивает детей, умеют ли они молиться. Если они умеют, то получают яблоки, орехи, пряники. Если они не умеют, он бьёт детей сумкой с пеплом. В других (предположительно, более современных) версиях истории Кнехт Рупрехт даёт непослушным детям бесполезные, уродливые вещи, такие как куски угля, палки и камни, в то время как хорошо себя ведущие дети получают сладости от Святого Николая. В немецкой традиции он также иногда даёт родителям непослушных детей палку, чтобы бить их, а не конфеты, фрукты и орехи.
В Миттельмарке он был известен как «Святой Христос» (нем. De hêle Christ). Он был также известен как Ганс Рупрехт (нем. Rumpknecht), а в Мекленбурге его называли «Грубый Николай» (нем. Rû Clås). В Алтмарке и в Восточной Фрисландии он известен как Bûr и Bullerclås.
Имя «Рупрехт» было обычным для дьявола в Германии, и Гриммы утверждают, что «Пак — такой же домашний эльф, которого мы в Германии называем Кнехт Рупрехт и показываем детям на Рождество…».
По словам Александра Тилле, Кнехт Рупрехт первоначально представлял собой «архетип слуги» и «имел ровно столько индивидуализированного социального статуса и ровно столько небольшой личной индивидуальности, как Ханс Юнкер и Бауэр Михель, символы представителей дворянства и крестьянства страны соответственно». Тилле также считает, что Кнехт Рупрехт изначально не был связан с Рождеством.
Кнехт Рупрехт обычно представляется в качестве слуги и помощника святого Николая и иногда ассоциируется со Святым Рупертом.
По сведениям из некоторых рассказов, Рупрехт изначально был батраком, в других он является подкидышем, которого Святой Николай воспитывал с детства. Рупрехт иногда хромает — из-за детской травмы. Часто его чёрные одежды и грязное лицо относят к саже, которую он собирает, когда спускается вниз по дымоходу.

## В искусстве
- Пьеса Роберта Шумана «Knecht Ruprecht», известная как «Дед Мороз» в русском переводе из «Альбома для юношества».